# Мери Олсън Кели
Мери Олсън Кели (на английски: Mary Olsen Kelly) е американска предприемачка, публичен говорител и писателка на произведения в жанра книги за самопомощ и документалистика.

## Биография и творчество
Мери Олсън Кели е родена на в САЩ. Получава бакалавърска степен с отличие по Драма и театър от Хавайския университет през 1975 г. и магистърска степен с отличие по Танцово и театрално изкуство от същия университет през 1977 г. След дипломирането си работи в областта на развлекателната индустрия в Ню Йорк, Лос Анджелис и Хавай в продължение на години.
Тя и съпругът ѝ Дон притежават над 30 години (от 1983 г.) бизнес за бижута и около 20 години имат магазини за продажба наречени „Галерия Черна перла“ на Мауи, Оаху, Кауаи и Хавай, както и в Маями, Флорида, Корал Гейбълс, Флорида и остров Балбоа, Нюпорт Бийч, Калифорния. Тя е експерт по перлите, като е пътувала до Таити и Хонконг, за да присъства аукциони задно със съпруга си.
Първата ѝ книга The Fireside Treasury Of Light (Съкровищницата на светлината край огнището) е издадена през 1990 г. Тя е антология на литературата на Ню Ейдж с 11 есета за лечение и алтернативна медицина, шаманизъм и местни традиции, психика, оракули и инструменти за гадаене, близо до смъртта и прераждане, проблеми на жените и мъжете, и др.
През 2002 г. е издадена книгата ѝ „Пътят на перлата“. В нея разкрива множество интересни и полезни факти за перлите и за съдбата им през вековете, които освен като уникални и ценни бижута са ползвани като магически амулет.
Тя преживява борба с рак на гърдата, след което пише книги на тази тема. Тя е популярен лектор на женски организации, медицински конференции и на круизни кораби. Темите ѝ включват „Намиране на перлите“, „Оцелей и процъфтявай“, „Истории, които лекуват“ и „Инструменти и съвети от окопите за рака на гърдата“.
Мери Олсън Кели живее със семейството си в Кихеи, Хавай, и в Нюпорт Бийч.

## Произведения
- The Fireside Treasury Of Light (1990)[1][3]
- Finding Each Other (1992) – с Дон Кели
- Path of the Pearl: Discover Your Treasures Within (2002)
Пътят на перлата, изд.: ИК „Кръгозор“, София (2010), прев. Паулина Мичева
- Chicken Soup for the Breast Cancer Survivor's Soul (2005) – с Джак Канфийлд, Марк Виктор Хансен
- #1 Best Tools And Tips From The Trenches Of Breast Cancer (2006)